# Enrique Colom
Enrique Colom Costa (6 de agosto de 1941) é um padre e teólogo católico chileno naturalizado de origem espanhola.

## Biografia
Enrique Colom nasceu em Alicante, Espanha, em 6 de agosto de 1941. É engenheiro industrial (1965) pela Universidade Técnica de Madrid e doutor em engenharia industrial (1971) pela Universidad Politécnica de Barcelona (hoje Universidade Politécnica da Catalunha).
Foi ordenado sacerdote da Prelazia da Santa Cruz e Opus Dei, em 4 de agosto de 1974.
No ano seguinte, obteve o Doutorado em Teologia pela Universidade de Navarra.
Ele foi um dos professores que iniciaram, em 1984, a Pontifícia Universidade da Santa Cruz, onde lecionou Teologia Moral de 1985 a 2011. Durante seus anos na Pontifícia Universidade de Santa Cruz, foi decano do Departamento de Teologia e Diretor de Estudos.
Foi nomeado membro ordinário da Pontifícia Academia de Santo Tomás de Aquino em 2002, Consultor do Pontifício Conselho Justiça e Paz em 2003 e Conselheiro da Penitenciária Apostólica em 2010.
Colom é autor de vários livros sobre Teologia Moral e Ensino Social Católico. Ele também contribuiu como editor do Compêndio da Doutrina Social da Igreja. Junto com Dom Giampaolo Crepaldi, secretário do Pontifício Conselho Justiça e Paz, foi coordenador do Dictionary of the Social Doctrine of the Church, que tem sido descrito como um "livro de ortografia comum" em face do "analfabetismo nas categorias básicas da doutrina social da Igreja." 
Colom foi membro do Comitê Científico do International Observatory Card. Van Thuân que promove a doutrina social da Igreja a nível internacional.
Em 2011 mudou-se da Itália para o Chile e iniciou uma colaboração com a Universidade dos Andes, Chile.
Ele é um chileno naturalizado.

## Obras
- Dios y el obrar humano, Pamplona: Eunsa, 1976, 202 pp. (“Colección Teológica” n. 15)
- P. Baran-P. Sweez y: la economía política del crecimiento y el capital monopolista, Madrid: Emesa, 1979 220 pp. (“Colección Crítica Filosófica” n. 27).
- El trabajo en Juan Pablo II, Madrid: Unión Editorial, 1995, 117 pp. (Em contribuição com F. Wurmser).
- Chiesa e società, Roma: Armando, 1996, 416 pp. (Collana Studi di Teologia, 2).
- Santità cristiana e carità politica, Ed. Eco, S. Gabriele-Colledara 1999, pp. 242.
- Scelti em Cristo per essere santi, Apollinare Studi, Roma 1999, pp. 396 (em contribuição com A. Rodríguez Luño). 2ª ed .: 2002 (pp. 337). 3ª ed .: 2003 (pp. 425).
- Elegidos en Cristo para ser santos, Palabra, Madrid 2001, pp. 515 (é uma nova edição do livro anterior, com algumas modificações).
- Curso de Doctrina Social de la Iglesia, Palabra, Madrid 2001, pp. 299. 2ª ed. Atualizado: 2006.
- Dizionario di dottrina sociale della Chiesa, LAS, Roma 2005, pp. 839 (em contribuição com G. Crepaldi).

Colom escreveu alguns artigos sobre Teologia Moral e o ensino social católico em "Scripta Theologica" (Pamplona), "Gran Enciclopedia Rialp" (Madrid), "Annales Theologici" (Roma), "Filosofar Cristiano" (Córdoba, Argentina) e "Tierra Nueva "(Bogotá), entre outros.
Ele também colaborou em vários trabalhos, como:
- La misión del laico en la Iglesia y en el mundo, Eunsa, Pamplona 1987.
- La pace: sfida all'Università Cattolica, Herder-Fiuc, Roma 1988.
- Persona, verità e moral, Città Nuova, Roma 1988.
- Teologia e scienze nel mondo contemporaneo, Massimo, Milano 1989.
- Estudios sobre la Encíclica “Sollicitudo rei socialis”, Unión Editorial, Madrid 1990.
- Doutrina Social de la Iglesia y realidad socio-económica, Eunsa, Pamplona 1991.
- Estudios sobre la Encíclica “Centesimus annus”, Unión Editorial, Madrid 1992.
- Etica e poetica in Karol Wojtyla, SEI, Torino 1997.
- El cristiano en el mundo, Servicio de Publicaciones de la Universidad de Navarra, Pamplona 2003.
- Per un umanesimo degno dell'amore: il “Compendio della dottrina sociale della Chiesa”, LAS, Roma 2005
- Teologia ed etica politica, Libreria Editrice Vaticana, Città del Vaticano 2005.